# TAM 항공 3054편 활주로 이탈 사고
TAM 항공 3054편 활주로 이탈 사고(포르투갈어: Voo TAM 3054)는 2007년 7월 17일에 발생한 항공 사고로, 남아메리카의 항공 사고 중 가장 많은 희생자를 낸 항공 사고로 알려져 있어, 남미에서 제일 심한 항공 사고 중의 하나이다.

## 개요

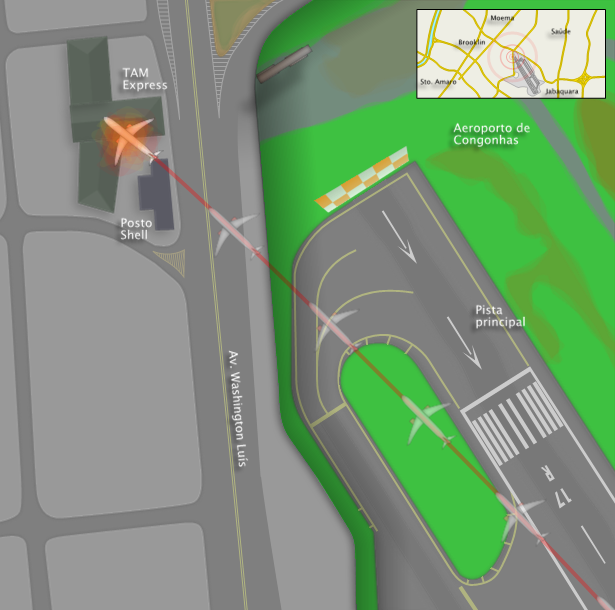
TAM 항공 3054편의 오버런 과정

TAM 항공 3054편은 브라질 남부의 포르투알레그리부터 상파울루를 연결하는 국내선으로 운항되고 있었다. 당시 기종은 에어버스 A320로 운항되었고, 승객 180명과 승무원 6명이 탑승하고 있었다.
TAM 항공 3054편은 포르투알레그리에서 현지시간 오후 5시 16분 (세계 표준시간으로 오후 8시 16분)에 이륙했다. 현지시간 오후 6시 50분에 TAM 항공 3054편은 목적지인 콩고냐스 상파울루 공항에 도착했으나, 상파울루에 비가 오고 있어서 활주로가 미끄러웠고 그로 인해 사고기는 활주로를 오버런(과주)하여 이탈해 공항 부지를 벗어났다.
보도에 의하면, TAM 항공 3054편의 기장은 오버런을 예상하고 기수를 돌리려 하였으나 이미 때가 늦어 활주로를 이탈한 다음 도로를 향해 전진 했다가 TAM 카고의 본사가 있는 건물과 주유소에 충돌해 화재가 발생했다. 이 사고로 탑승자 186명 전원과 지상의 8명 등 194명이 사망했으며 지상에 있던 TAM 항공의 직원 13명이 부상당했다. 또한 소방 관계자의 따르면 여객기에 타고 있던 전원과 지상에 있던 사람들을 포함, 200명 이상이 희생되었다는 이야기가 있어서 사고 직후의 혼란이 증폭되었다.
이 사고로 희생자 수는 브라질뿐만 아니라 남아메리카 항공 사고 중에서 최악의 항공 사고가 되었다. 브라질의 루이스 이나시우 룰라 다 시우바 대통령은 사고 발생부터 3일간의 애도기간을 선포했다.

## 사고기의 경력
TAM 3054편으로 운항되고 있던 에어버스 A320은 기체 시리얼 넘버가 PR-MBK(제조 번호:789)로 1998년 2월에 제조되었다. 최초 출고 당시 엘살바도르의 TACA 항공으로 운항되었고 그 후 제트스타 항공으로 운항되고 있었다. 여객기는 페가수스 항공기 산업에 매각되었다가 2006년에 임대를 거쳐 같은 해 12월부터 운항이 개시되었다. 당시 사고기는 2007년 4월 20일 기준으로 비행 횟수는 9,313사이클, 비행 시간은 20,379시간으로 기록되었다.

## 사고 원인

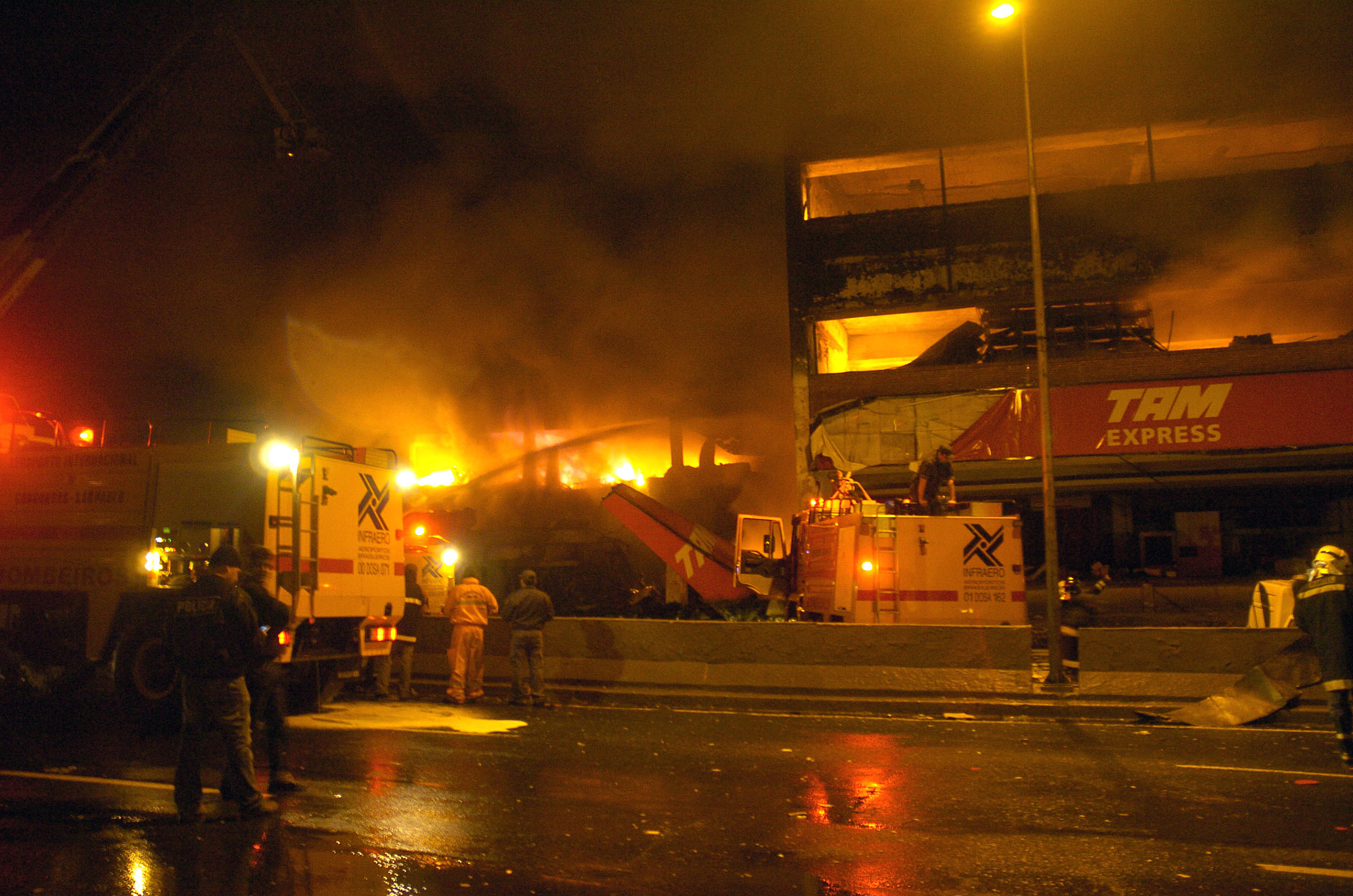
TAM 항공 3054편의 사고 현장(2007년 7월 17일)

사고 원인이지만 여전히 불명하고 조사는 시작되었던 바로 직후가 많아 정식적 보고가 없기 때문에 다음과 같은 요인이 된다.
- 공항의 감시 카메라 영상에 의하면, TAM 3054편이 착지한 곳은 활주로의 통상 착지점이었지만, 감속이 늦고 활주로단을 90노트(162 km/h)로 횡단했다고 추측되고 있다.[9] 또 상파울루의 소방 당국의 보도관의 발표[10]에 의하면 TAM 항공 3054편의 파일럿은 착지에 실패했다고 판단해 다시 복행하려 하고 있었다. 그러나 활주로를 이탈해 도로로 직진해 TAM 항공의 사무소와 화물 취급장이 있던 4층 건물과 주유소의 시설에 충돌해 폭발했다고 말했다. 화재 당시 1,000도 이상의 고온이었기 때문에 TAM 항공 3054편 탑승자의 사체 손상이 심해 신원 확인이 어려웠다고 했다.
- 또 일부 보도에서 활주로의 배수로가 나빠 하이드로 플레이닝 현상으로 기체가 슬립한 가능성을 지적하고 있다.
- 한편 브라질 공군은 TAM 항공 3054편의 사고 원인을 분석했는데 좌우 주 날개의 역분사 장치의 불균형이 참사로 연결된 가능성이 있다고 표명했다. 또한 항공기의 브레이크 역할을 하는 역분사 장치의 불균형이 7월 13일에 계측기로 발견되었다.

## 사고의 배경

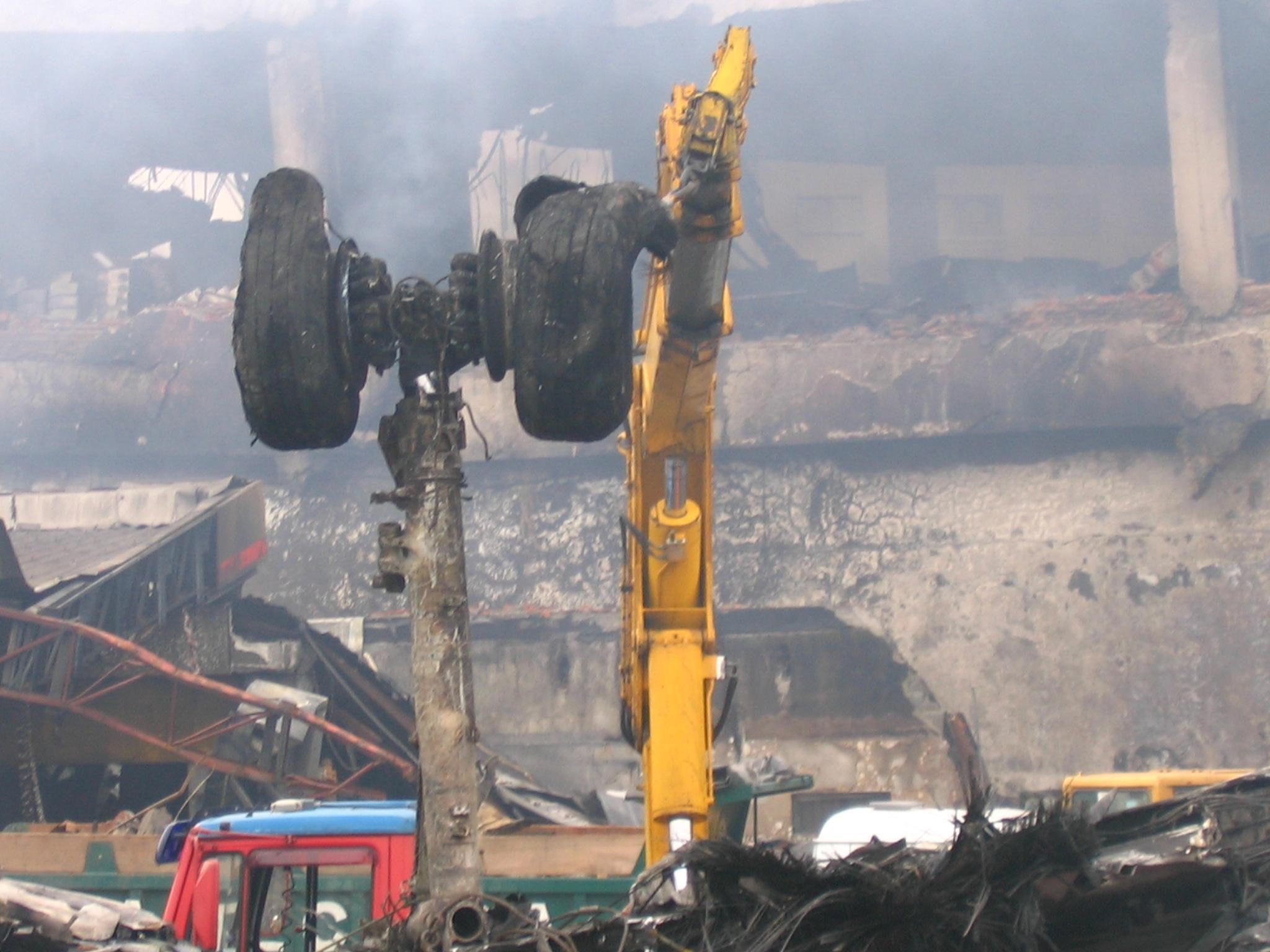
불에 탄 기체 일부(2007년 7월 18일)

- 콩고냐스 공항에서 과거에 종종 오버런 사고나 주변지에의 추락 사고가 발생하고 있어, 2007년 2월에 브라질의 재판소는 포커 100, 보잉 737 등 4개의 기종을 브레이크 성능상 문제가 있다고 하여 비행 금지를 명령하고 있었다. 하지만 브라질 항공 당국과 TAM 항공은 많은 이용자에게 영향을 준다고 하여 이의를 제기해 상급 재판소로 넘겼고, 항공사의 재정난을 이유로 판결이 뒤집혀 이 명령은 철회되었다.
- 공항 활주로의 경우 입지 조건상 더 이상 확장이 어렵기 때문에 활주로의 노면에 도랑을 붙이는 등의 궁리를 하고 있었고, 개선을 위해서 활주로가 수주간 폐쇄된 적도 있었다. 또 TAM 항공 3054편이 착륙한 활주로에 포장된 부분이 더 있어 콘크리트가 굳어진 후인 7월 28일에 도랑을 붙이는 공사가 예정되어 있었다고 한다. 이 공항에서 1996년에 TAM 항공의 포커 100이 이륙 직후에 주택지에 추락하는 등 항공 사고가 종종 발생하고, 7월 16일에는 여객기가 오버런 하는 사고를 내는 등 위험성이 있다고 지적되고 있었다.
- 사고 당시에 큰 비로 활주로의 배수가 나빠 기체가 슬립하는 등 제동 효과가 없었기 때문에, 조종사가 착륙복행을 실시하려고 했지만 이미 늦었을 가능성이 지적되고 있다. 같은 공항의 활주로는 전부터 특히 배수가 불량한 것으로 알려져 있어 사고 전날에도 강우 중에 착륙한 항공기 2대가 슬립한 경우가 있었다. 또 평행 활주로의 전체 길이는 1,940m와 1,435m로, 이는 대형 제트 여객기인 (보잉 747이나 에어버스 A340)가 안전한 이착륙을 실시하기 위해서 필요한 2,500m는커녕, 중형기 (보잉 767, 에어버스 A300), 소형기 (보잉 737, 에어버스 A320)에 필요한 2,000m에도 못 미친다[11]. 게다가 파일럿들에게 항공모함이라는 별명이 있는데 왜냐하면 이 공항은 상파울루 도심부터 가까워 편리성이 높은 반면 주택지에 남겨진 육지의 고도와 같은 입지에서[12] 활주로 끝에 중립 지대나 EMAS(영어: Engineered materials arrestor system) 시스템[13]을 마련하기 위한 토지의 여유가 없었기 때문이다. 이 때문에 과거에도 오버런 사고나 주변 주택지에 추락 사고가 몇차례 일어나고 있어 안전성의 의문은 지금까지도 몇 번이나 지적되고 있었다. 하지만 공항은 더 이상 확장 공사를 바랄 수 없는 것과 동시에 현재 취항하고 있는 노선을 폐지시키는 것은 현지 경제에 큰 타격으로 이어지는 경우가 있기 때문에[14] 이러한 문제는 오늘날까지 해결되지 못하고 있다.

## 같이 보기
- 에어 인디아 익스프레스 812편